# Studium Theologicum Jerosolimitanum
Studium Theologicum Jerosolimitanum (с лат. — «Иерусалимское Теологическое обучение») — высшая духовная семинария, находящаяся во францисканском монастыре святого Спасителя в Старом городе в Иерусалиме, Израиль. Семинария принадлежит францисканской провинции Кустодия Святой Земли.

## История
Духовная семинария при Кустодии Святой Земли была основана в 1866 году для будущих священников, желавших заниматься пастырской, интеллектуальной и иной деятельностью в Святой Земле. За свою историю семинария подготовила сотни священников.
2 марта 1971 года Конгрегация католического образования в Ватикане присоединила Studium Theologicum Jerosolimitanum к папскому Университету Antonianum.

## Обучение
Обучение в семинарии длится в течение шести лет по философским, теологическим и патристическим дисциплинам. Выпускники семинарии получают после её окончания диплом бакалавра богословия, выданный папским университетом Antonianum.
Обучение в семинарии ведётся на итальянском языке. Учитывая специфичность нахождения семинарии, студенты изучают дисциплины, которых нет в обычных католических семинариях, такие как библейская археология, исламское право, история паломничеств на Святую Землю, а также языки, на которых говорят местные жители. В семинарии особенное внимание уделяется григорианскому хоралу.